# 德國殖民地

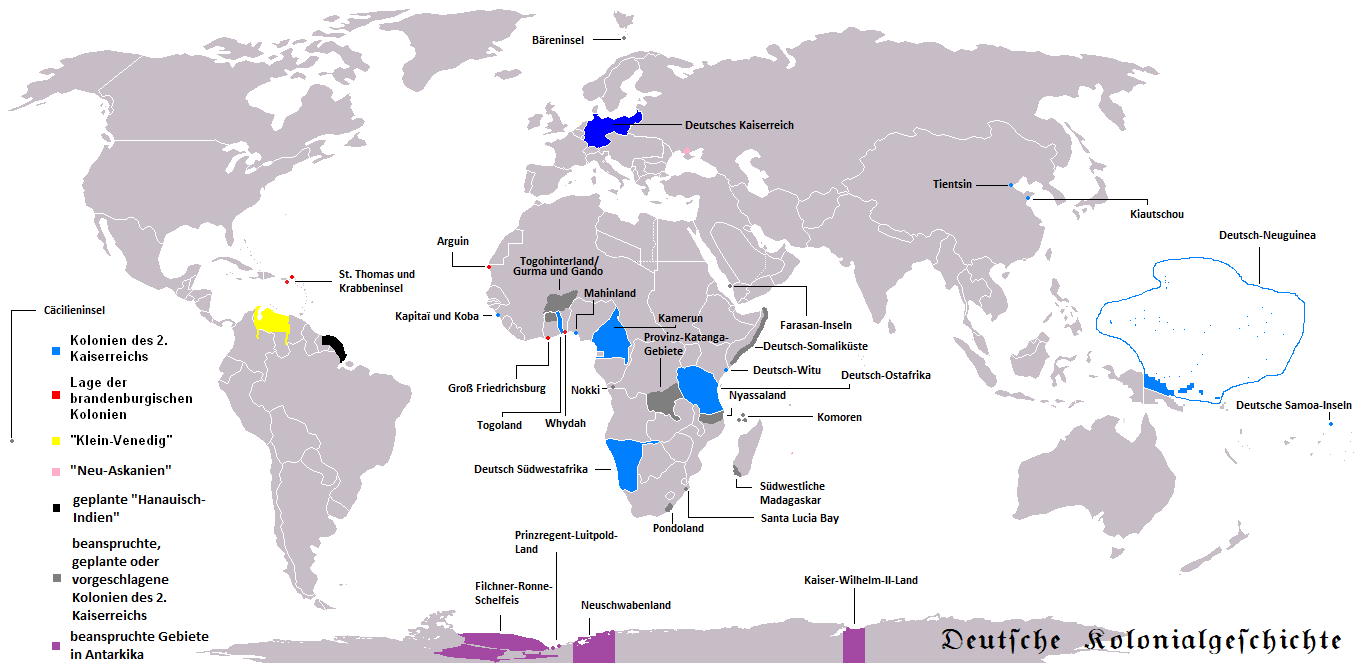
德意志帝国殖民地分佈

德意志帝国殖民地（德語： 或 ）由霍亨索伦王朝的德意志帝国在19世纪后期建立。德意志统一之前，一些德意志政权也曾经短暂建立过殖民地。

## 历史
1526年，奥格斯堡的银行世家安东·韦尔瑟（Anton Welser）和巴托洛梅乌斯·韦尔瑟（Bartholomeus Welser）（韦尔瑟家族）就尝试在今委内瑞拉的地方建立殖民地。1528年至1556年，德意志人在委内瑞拉领土有一些特权（详见德意志开拓美洲）。1685年10月5日，勃兰登堡（普魯士王國前身）得到今毛里塔尼亚海岸上的阿尔金岛，并在1701年成为普鲁士的殖民地，但在1721年3月7日为法国所夺。
17世纪，一些德意志邦国也短暂拥有过殖民地。勃兰登堡的勃兰登堡-非洲公司（Branderburgisch-Africanische Kompanie）得到阿尔金岛、普鲁士黄金海岸（后来并入荷兰黄金海岸，在今加纳）和圣汤玛斯岛（Saint Thomas；今属美属维尔京群岛）。波罗的海德意志人领导的库尔兰公国也在多巴哥岛和圣安德鲁岛（今冈比亚詹姆斯岛）建立殖民地。然而，所有德意志邦国都未能与西欧的海洋强国竞争。同样地，哈布斯堡王朝当时统治神圣罗马帝国的奥地利省份——只有它在南尼德兰经营的Ostender-Kompanie在印度短暂拥有科罗曼德尔海岸和安达曼-尼科巴群岛（1719年-1732年），后来因法国反对而放弃领地。
直到1871年，德国才由注重陆地的普鲁士王国统一，所以比西方的国家更迟走上帝国主义、争夺殖民地的道路（所谓“太阳下的位置”）。1870年前，德意志邦国保持独立政治体制和目标；而德国统一前后的外交政策，包括奥托·冯·俾斯麦的政策，都集中于解决“德国问题”，纯粹追求德国在欧洲的利益。但另一方面，德国人的海外贸易其实早在汉萨同盟时期就开始了；德国人也有移民传统，东至俄罗斯和罗马尼亚，西至北美洲；德意志北部的商人和传教士，也有兴趣到海外发展事业。
19世纪末，很多德国人都认为，争取殖民地可以显示国力，而这就意味着需要建立公海舰队。最终在1900年代，德国人的愿望成真了；这令英国感到倍受威胁。
由于德国太迟加入争取殖民地的行列，世界上大部分地区都已经被其他欧洲强国瓜分；在一些地区，甚至已经开始去殖民化，例如美洲诸国。美国革命、法国大革命和拿破仑战争都加速美洲国家独立。
1904年，德属西南非洲（今纳米比亚）的赫雷罗人起义，被德军打败。德军其后发动种族灭绝，杀害了数万名当地的赫雷罗人和纳马人（Nama；旧称Namaqua）。
一战期间（1914年-1918年），同盟国解散德国的殖民帝国，并重新分配领土，依据包括战后签署的凡尔赛条约。
根据巴黎和会定下的条约，日本得到加罗林群岛和马里亚纳群岛；法国得到多哥和喀麦隆；比利时得到部分德属东非；而英国则得到德属新几内亚、纳米比亚、部分德属东非和萨摩亚。英国得到的领土，很多都并入英联邦成员的领地，并成为它们独立后的领土。

## 德国殖民地
德国正式拥有过主权的地方包括（德语名称为斜体）：
- 亞太地區
  - 德屬萨摩亚：1899年-1914年
  - 德属新几内亚，包括威廉皇帝领地（英语：Kaiser-Wilhelmsland）（Kaiser-Wilhelms-Land）和邻近海岛：1884－1914年；其政区还包括：
    - 加罗林群岛：1889年-1914年
    - 马里亚纳群岛：1889年－1914年
- 德屬東非：
  - 后来的坦噶尼喀，今属于坦桑尼亚联合共和国：1885年-1918年
  - 卢旺达和布隆迪：1885年-1917年
  - 维图（Witu）：1885年-1890年，在今肯尼亚
- 西非（Deutsch-Westafrika）包括：
  - 德屬喀麥隆：1884年-1914年
  - 多哥：1884年－1914年
- 德属西南非洲，今纳米比亚共和国：1883年-1915年

德国也在中国拥有土地利益（1898年-1914年）：
- 膠州灣租借地
- 山东势力范围
- 華北勢力範圍